# IIHF University Challenge Cup of Asia 2011
IIHF University Challenge Cup of Asia 2011 byl druhý asijský univerzitní turnaj v ledním hokeji. Konal se od 19. do 22. května 2011 v Čchang-čchunu v provincii Ťi-lin v Číně. Turnaje se zúčastnila čtyři družstva, která hrála jednokolově každé s každým v hale Fuao Ice Arena. Následně byl ještě sehrán zápas o třetí místo a finále. Vítězství si připsali junioři Japonska před juniory Jižní Koreje a juniory domácí Číny.

## Výsledky

### Základní skupina
|    |             | Japonsko | Jižní Korea | Čína | Tchaj-wan | V | VP | PP | P | VG | OG | B |
| F  | Japonsko    | ***      | 6:5         | 10:0 | 16:0      | 3 | 0  | 0  | 0 | 32 | 5  | 9 |
| F  | Jižní Korea | 5:6      | ***         | 6:1  | 13:1      | 2 | 0  | 0  | 1 | 24 | 8  | 6 |
| o3 | Čína        | 0:10     | 1:6         | ***  | 8:4       | 1 | 0  | 0  | 2 | 9  | 20 | 3 |
| o3 | Tchaj-wan   | 0:16     | 1:13        | 4:8  | ***       | 0 | 0  | 0  | 3 | 5  | 37 | 0 |

### Finále a zápas o 3. místo
|    | Finále      | Japonsko | Jižní Korea |
| 1. | Japonsko    | ***      | 3:2         |
| 2. | Jižní Korea | 2:3      | ***         |
|    | o 3. místo  | Čína     | Tchaj-wan   |
| 3. | Čína        | ***      | 8:0         |
| 4. | Tchaj-wan   | 0:8      | ***         |